# Y te vas/Por ti
Y te vas/Por ti es un doble sencillo del cantautor español José Luis Perales del álbum Para vosotros canto. Fue lanzado en 1975 por la discográfica Hispavox (completamente absorbida por EMI en 1985), siendo Rafael Trabucchelli† el director de producción.

## Lista de canciones
| Lado A |            |          |  |
| N.º    | Título     | Duración |  |
| 1.     | «Y te vas» |          |  |

| Lado B |          |          |  |
| N.º    | Título   | Duración |  |
| 1.     | «Por ti» |          |  |

## Créditos y personal

### Músicos
- Arreglos y dirección de orquesta: Juan Márquez

### Personal de grabación y posproducción
- Todas las canciones compuestas por José Luis Perales
- Compañía discográfica: Hispavox
- Productor Musical: Rafael Trabucchelli†
- Fotografía: Juan, Elías y Juan Carlos Dolcet†

### Créditos y personal
- «DISCOGRAFÍA - PARA VOSOTROS CANTO». joseluisperales.net. 2012. Archivado desde el original el 26 de abril de 2012. Consultado el 15 de enero de 2013.

- Datos: Q16648606